# Четыре столпа ранней Тан
Четыре столпа ранней Тан (кит. 初唐四傑, пиньинь Chū Táng Sì Jié) — укоренившееся в китайской литературе название четырех ранних танских поэтов времен императора Гао-цзуна: Ло Биньвана, Лу Чжаолиня, Ван Бо и Ян Цзюна.
Четыре столпа отбросили стиль гунти [уточнить], бытовавший со времен Южной Ци и Южной Лян, развивая стиль Уянь Люйши.
Серьезные споры вызывал порядок упоминания поэтов: Ян Цзюн выражал своё нежелание быть упомянутым после Ван Бо и перед Лу Чжаолинем.